# Рожкова, Любовь Петровна
Любовь Петровна Рожкова (род. 13 ноября 1947 года)  — депутат Государственной Думы I созыва. Председатель комитета по образованию, культуре и науке. Кандидат юридических наук.

## Биография
Родилась 13 ноября 1947 года в СССР.
Окончила Всесоюзный юридический заочный институт. Работала заведующей кафедрой Самарского государственного университета.
В декабре 1993 года была избрана депутатом Госдумы первого созыва от 1152 избирательного округа (Самарская область). В Думе являлась председателем комитета по образованию, культуре и науке. Также была членом Думы-96.